# Außerchristliche antike Quellen zu Jesus von Nazaret
Außerchristliche antike Quellen zu Jesus von Nazaret finden sich im 1. und 2. Jahrhundert. Sie erwähnen Jesus und/oder seine Anhänger beiläufig und mit verschiedenen Haltungen, die von Sympathie und neutraler Distanz bis zu Ablehnung und Verachtung reichen.
Die historische Jesusforschung zieht sie heran, um die inner- und außerbiblischen Quellen des Urchristentums kritisch zu prüfen. Ihre Relevanz ist umstritten: Einige werden als außerchristliche Belege für die Existenz Jesu gewertet. Bei anderen ist unsicher, ob sie sich auf Jesus von Nazaret beziehen, ob sie von den angegebenen Autoren stammen, ob diese eigene Nachforschungen anstellten oder auf urchristliche Überlieferung reagierten. Zumindest geben diese Erwähnungen Aufschluss über die Wahrnehmung der urchristlichen Überlieferung in der damaligen nichtchristlichen Geschichtsschreibung.

## Jüdische Notizen

### Fehlende Erwähnung
Zur Zeit Jesu gab es einige jüdische Autoren, die ausführlich über die damaligen Zeitumstände berichteten. Philon von Alexandria beschrieb die verschiedenen jüdischen Gruppen im Palaestina des 1. Jahrhunderts, ohne Jesus zu erwähnen. Justus von Tiberias aus Galiläa war Chronist der jüdischen Königsgeschichte bis zu Herodes Agrippa II. Sein Werk ist verschollen und wird nur noch in zwei späteren christlichen Werken knapp erwähnt. Um 75 bis 79 verfasste der Historiker Flavius Josephus sein Hauptwerk Bellum Judaicum, um das im jüdischen Aufstand unterlegene Judentum auf Kosten der Zeloten zu entlasten. Auch darin wird Jesus nicht erwähnt.
Der Befund wird unterschiedlich erklärt:
- Philo und Josephus hätten nur wenig Kenntnisse oder originale Quellen über Palästina zur Zeit Jesu gehabt.[3]
- Das verlorene originale Werk des Justus von Tiberias könnte bei Josephus unerwähnte oppositionelle jüdische Gruppen Palästinas erwähnt haben,[4] darunter die Jesusbewegung.[5]
- Justus habe nichts von Jesus und seinen Anhängern gehört und ihn darum nicht erwähnt. Dies überlieferte der christliche Bischof Photios I. im 9. Jahrhundert, der das Werk des Tiberius offenbar noch erwähnt.[1]
- Für damalige jüdische Historiker seien Jesus und seine Anhängerschar bis etwa 90 n. Chr. noch zu unbedeutend gewesen. Der Befund müsse nicht Unkenntnis seiner Person bedeuten, da sie auch einige andere, zweifelsfrei historische Personen ihrer Zeit nicht erwähnten.[1]
- Sie hätten die Jesusbewegung als häretische Minderheit im Judentum abgelehnt und Jesus deshalb absichtlich ignoriert.[6]

### Testimonium Flavianum
Als Testimonium Flavianum bezeichnet man den 93 n. Chr. verfassten Abschnitt im Buch 18, Verse 63–64 aus den Antiquitates Judaicae des Flavius Josephus:

„Um diese Zeit lebte Jesus, ein weiser Mann, wenn man ihn überhaupt einen Menschen nennen darf. Er vollbrachte nämlich ganz unglaubliche Taten und war der Lehrer aller Menschen, die mit Lust die Wahrheit aufnahmen. So zog er viele Juden und auch viele Heiden an sich. Dieser war der Christus. Und obgleich ihn Pilatus auf Betreiben der Vornehmsten unseres Volkes zum Kreuzestod verurteilte, wurden doch seine früheren Anhänger ihm nicht untreu. Denn er erschien ihnen am dritten Tage wieder lebend, wie gottgesandte Propheten dies und tausend andere wunderbare Dinge von ihm vorhergesagt hatten. Und bis auf den heutigen Tag besteht das Volk der Christen, die sich nach ihm nennen, fort.“

Frühe Kirchenväter wie Justin der Märtyrer, Tertullian und Cyprian von Karthago zitierten diesen Text nicht, obwohl sie Josephus sonst zur Bestätigung ihrer Auslegung des Alten Testaments (AT) heranzogen. Origenes (um 185–254) schrieb in Contra Celsum sogar ausdrücklich, Josephus habe nicht geglaubt, Jesus sei der Christus. Er kann die Aussage in der obigen Form also noch nicht vorgefunden haben. Der älteste bekannte Beleg für die zitierte Textfassung stammt aus dem 4. Jahrhundert und ist ein Zitat des Eusebius von Caesarea (260–339) in dessen Kirchengeschichte.
Dieser Textabschnitt galt in der Christentumsgeschichte lange Zeit unbestritten als Beweis einer Kenntnis des Josephus von Jesu Existenz und Messianität. Vertreter der Reformation im 16. Jahrhundert dagegen vermuteten erstmals, es könne sich um eine christliche Fälschung handeln. Lucas Osiander der Ältere wandte ein: Der Satz „Dieser war der Christus“ könne nicht von Josephus stammen, da dieser sonst Christ geworden wäre. Der Satz sei nur als christliches Glaubensbekenntnis verständlich, wie es in Lk 23,35, Apg 9,22 und anderen Stellen im Neuen Testament (NT) vorkommt.
Seit Beginn der historischen Jesusforschung wird der Josephustext untersucht und diskutiert. Im 19. Jahrhundert wurde er oft insgesamt als Einfügung (Interpolation) christlicher Kopisten beurteilt, die irgendwann zwischen Origines und Eusebius vorgenommen worden sei. Argumente dafür waren: Der zweifelnde Relativsatz „wenn man ihn überhaupt einen Menschen nennen darf“ sei nur als dogmatische Richtigstellung verständlich, die Jesu Göttlichkeit voraussetze. Auch die Aussagen über Jesus „Er erschien ihnen am dritten Tage wieder lebend …“, sei ein „Lehrer aller Menschen“, habe „unglaubliche Taten“ vollbracht, dessen Wahrheit von allen „mit Lust aufgenommen“ und auch Heiden „an sich gezogen“ habe, seien nur als Zeugnis von Christen zu verstehen. Der Textabschnitt unterbreche den Kontext, in dem Josephus die Amtszeit des Pontius Pilatus vor- und nachher als Folge von Aufständen darstellte. Er wirke als Einschub, weil dieses Thema und Stichwort hier fehlt (so Eduard Norden). Nach dieser Position hat Josephus den Textabschnitt nicht verfasst, also Jesus im Zusammenhang mit der Amtszeit des Pilatus nicht erwähnt.
Demgegenüber beurteilen andere Historiker den Text nicht als komplette Fälschung, sondern nehmen an, dass Josephus einen Kern des Textabschnitts verfasste, in dem er Jesus tatsächlich erwähnte. Christen hätten diesen Text später ergänzt oder überarbeitet. Diese Autoren versuchen auf verschiedene Weise, einen als authentisch angesehenen Kerntext zu rekonstruieren. John P. Meier entfernte einfach die drei mutmaßlich von Christen ergänzten Sätze zur Messianität Jesu, Infragestellung seines Menschseins und Erscheinung nach seinem Tod. Walther Bienert, Samuel G. Brandon und andere vermuteten, Josephus habe wie im Kontext ursprünglich mit einer etwas anderen Wortwahl über einen Aufstandsversuch Jesu berichtet. Er habe Jesus ursprünglich analog zu den „Räubern“, „Zauberern“ und „Volksverführern“ der jüdischen Widerstandsbewegung als „redegewandten Unruhestifter“ gezeichnet, der „sonderbare“ Taten vollbracht und viele „auf seine Seite“ gezogen habe. Christen hätten diese negativ wertenden Ausdrücke durch wenige Eingriffe in neutrale oder positive verwandelt.
Auch der Neutestamentler Frederick Fyvie Bruce vertrat diese Ansicht seit 1943 und argumentierte: Spätere Textversionen hätten eher kleine Auslassungen als absichtliche Einfügungen enthalten, sofern diese Veränderungen für Kopisten plausibel gewesen seien. Dabei könnten sie einzelne Ausdrücke, etwa „alethe“ (Wahrheit) und „aethe“ (seltsame Dinge), verwechselt haben. Demnach könne Josephus ursprünglich geschrieben haben (Einfügungen kursiv):

„Um diese Zeit lebte Jesus, ein weiser Mann, wenn man ihn überhaupt einen Menschen nennen darf. Er vollbrachte nämlich ganz unglaubliche Taten und war der Lehrer aller Menschen, die mit Lust seltsame Dinge aufnahmen. So zog er viele Juden und auch viele Heiden an sich. Dieser war der sogenannte Christus. Und obgleich ihn Pilatus auf Betreiben der Vornehmsten unseres Volkes zum Kreuzestod verurteilte, wurden doch seine früheren Anhänger ihm nicht untreu. Denn er erschien ihnen, wie sie behaupteten, am dritten Tage wieder lebend, wie gottgesandte Propheten dies und tausend andere wunderbare Dinge von ihm vorhergesagt hatten. Und bis auf den heutigen Tag besteht das Volk der Christen, die sich nach ihm nennen, fort.“

Dieser Text habe nichts dem jüdischen Glauben Widersprechendes ausgesagt, und die Textveränderungen seien als Werk christlicher Kopisten plausibel.
Die jüdischen Historiker Joseph Klausner, Paul Winter, Geza Vermes und andere nahmen dagegen einen Originaltext mit positiver Tendenz an: Josephus habe Jesu Kreuzigung wie im Kontext (Ant 18,65: „zu dieser Zeit erregte auch noch ein weiteres Unglück die Juden …“) als Unglück dargestellt. Christliche Aussagen seien ursprünglich als Jüngermeinung über Jesus eingeführt worden: „Sie sagten, er sei der Christus.“
Shlomo Pines veröffentlichte 1971 eine bis dahin unbeachtete arabische Version, die Bischof Agapios von Hierapolis in seiner christlichen Universalgeschichte im 10. Jahrhundert zitiert hatte, ohne Josephus zu erwähnen. Sie lautet auf Deutsch:

„Zu dieser Zeit gab es einen weisen Menschen, der Jesus genannt wurde. Und er wies einen guten Lebenswandel auf und war als tugendhaft bekannt und hatte viele Leute aus den Juden und den anderen Völkern als seine Jünger. Pilatus hatte ihn zur Kreuzigung und zum Tode verurteilt; aber diejenigen, die seine Jünger geworden waren, gaben seine Jüngerschaft nicht auf und erzählten, dass er ihnen drei Tage nach der Kreuzigung erschienen sei und lebe und demnach vielleicht der Messias sei, über den die Propheten Wunderbares gesagt haben.“

Alice Whealey wies auf eine syrische Version des Testimoniums in der Weltchronik hin, die Michael der Syrer im 12. Jahrhundert anhand weit älterer Quellen verfasste. Whealey führte diese Version ebenso wie die arabische Agapios-Version auf eine syrische Übersetzung der Kirchengeschichte des Eusebius zurück. Die Version der Weltchronik sei der von Eusebius überlieferten Standardfassung (textus receptus) sprachlich näher und somit authentischer. Da beide Versionen Jesus nur indirekt mit dem Messias identifizierten, stützten sie die Annahme eines Originals, das christliche Glaubensaussagen nur als vom Autor nicht geteilte Erwägung der Jünger Jesu zitiert habe.

### Jakobusnotiz
Flavius Josephus (Ant. 20,200) erwähnt die Hinrichtung des Jakobus (62) unter dem sadduzäischen Hohenpriester Hannas II.:

„Er versammelte daher den Hohen Rat zum Gericht und stellte vor diesen den Bruder des Jesus, der Christus genannt wird, mit Namen Jakobus, sowie noch einige andere, die er der Gesetzesübertretung anklagte und zur Steinigung führen ließ.“

Earl Doherty (1999) meinte, Josephus habe hier nicht Jesus von Nazaret, sondern den vorher in seinem Werk erwähnten Jesus bar Damneus gemeint. Denn dieser sei Machtkämpfen um das Hohepriesteramt zum Opfer gefallen, an die Josephus im Kontext dieser Stelle erinnert habe. Der Nebensatz „…der Christus genannt wird“ sei ein christlicher Zusatz.
Die meisten Historiker halten diese Stelle dagegen für authentisch. Der Neutestamentler Gerd Theißen sieht den Satzteil „Bruder des Jesus, der Christus genannt wird“ nicht als Einfügung, da dieser nicht primär Jesus, sondern nur seinen Bruder Jakobus näher bestimmen solle. Auch der Christustitel erscheine nur, um Jesus von vielen anderen, im selben Werk erwähnten Juden dieses Namens zu unterscheiden. Der Titel sei hier nicht zum Eigennamen geworden und zeige demnach jüdischen, nicht christlichen Sprachgebrauch. Jede inhaltliche Begründung dafür fehle: Das wirke, als sei vorher schon ausführlicher von Jesus berichtet worden und hier werde nur daran erinnert. Auch andere Autoren argumentieren, die Voranstellung des Objekts „der Bruder Jesu“ sei nicht als Einschub erklärbar und mache den folgenden Nebensatz als Näherbestimmung dieses Bruders plausibel. „Der […] genannt wird“ (griech. legomenos) oder „der sogenannte […]“ sei auch im NT selbst eine sprachliche Wendung im Munde von Nichtchristen und drücke in Verbindung mit dem Christustitel deren Zweifel an Jesu Messianität aus. Deshalb sei es weit wahrscheinlicher, dass der Nebensatz zu Jakobus von Josephus selbst stamme und auf Jesus von Nazaret bezogen sei.

### Talmud
Um 95 beschloss der Sanhedrin von Jamnia den Ausschluss von „Häresien“ aus dem damaligen Judentum, zu denen eventuell auch das Urchristentum gezählt wurde. Um 135 war die Kanonisierung des Tanach abgeschlossen. Von da an wurden die mündlichen Bibelauslegungen der verschiedenen Rabbiner-Schulen (Mischna) verstärkt gesammelt und seit dem 3. Jahrhundert in der babylonischen und palästinischen Version des Talmud schriftlich fixiert. Dort erwähnt der Traktat Sanhedrin 43a Jesus:

„Am Vorabend des Passahfestes hängte man Jeschu. Vierzig Tage vorher hatte der Herold ausgerufen: Er wird zur Steinigung hinausgeführt, weil er Zauberei getrieben und Israel verführt und abtrünnig gemacht hat; wer etwas zu seiner Verteidigung zu sagen hat, der komme und sage es. Da aber nichts zu seiner Verteidigung vorgebracht wurde, so hängte man ihn am Vorabend des Passahfestes.“

Alter und Echtheit dieser Notiz sind umstritten. Joseph Klausner hielt sie für ursprünglich und datierte sie auf etwa 200. Johann Maier dagegen nahm an, dass sie nicht vor 220 entstanden sein könne. Der Name „Jeschu“ sei erst später eingefügt worden, um einen schon vorliegenden anderen Rechtsprozess auf Jesus zu beziehen.
Die Stelle nennt wie Joh 19,31 den Vorabend des Passahfestes (14. Nisan = 7. April im Jahr 30) als Todesdatum. Einige ihrer Angaben widersprechen jedoch den Passionsberichten des NT: Ein Ausrufer habe, anders als in talmudischen Rechtsverfahren üblich, schon 40 Tage lang vor Jesu Prozess Entlastungszeugen gesucht. Der Sanhedrin habe das Todesurteil allein gefällt und vollstreckt. Von Römern ist keine Rede. Jesus sei wegen „Zauberei“ (außergewöhnlichen, das Volk beeindruckenden, nur durch besondere Kräfte erklärbaren Taten) angeklagt, rechtmäßig als Verführer des Volkes zu falschen Göttern verurteilt, gesteinigt und (wiederum unüblich) erst danach „aufgehängt“ worden. Seine besonderen Kräfte werden nicht bestritten, aber auf eine Ausbildung in Magie in Ägypten zurückgeführt. Vorgeworfen wird ihm der Missbrauch dieser Kräfte, um sich als „Gott“ ausgeben zu können. Jesus erweise sich so als Schwindler. Damit begründet der Traktat das Todesurteil des Sanhedrin.
Zauberei warf man Jesus wegen seiner von Zeugen weitererzählten Heiltaten wohl schon zu seinen Lebzeiten vor (Mk 3,22). In den NT-Berichten vom Sanhedrinprozess gegen Jesus fehlt dieser Vorwurf jedoch. Nach Mk 14,58 wurde Jesus seine Ankündigung vorgeworfen, den Tempel abzureißen und in drei Tagen einen neuen zu bauen (vgl. Joh 2,19). August Strobel nahm an, dass der Sanhedrin diese Ankündigung als Falschprophetie wertete und zu erhärten suchte. Denn falsche Propheten galten laut Dtn 13,2-3 als Verführer des Volkes zum Abfall von Gott, die sich dazu widergöttlicher „Zeichen und Wunder“ bedienten. Sie sollten nach Dtn 13,10-11 durch Steinigung getötet werden. Auf dieser Rechtsbasis habe der Sanhedrin Jesus als Falschprophet angeklagt und zum Tod verurteilt. Da der Sanhedrin ein Todesurteil unter römischer Herrschaft nicht selbst vollstrecken lassen konnte, habe er Jesus an den römischen Statthalter Pilatus zur Kreuzigung ausgeliefert. Dass der Sanhedrin Stephanus nach der Absetzung des Pilatus gemäß Dtn 13 aufgrund seines Bekenntnisses zum Menschensohn steinigen ließ (Apg 7,56-58), erhärte, dass auch Jesus gemäß der Tora als Falschprophet verurteilt worden sei.
Nach der Gegenerzählung des Talmud ließ der Sanhedrin Jesus als Volksverführer steinigen, nicht kreuzigen. Das ist ahistorisch, da der Sanhedrin nach zuverlässigen römischen Quellen unter Pilatus keine Todesurteile vollstrecken konnte. Die ungewöhnliche Betonung, Jesus sei nach der Steinigung aufgehängt worden, weist zudem auf eine Kenntnis seiner tatsächlichen Todesart hin: Die römische Kreuzigung galt Juden wie das Aufhängen als Fluch Gottes und endgültiger Ausschluss aus dem Gottesvolk (Dtn 21,23). Die meisten Historiker nehmen daher an, dass die Talmudstelle apologetisch auf christliche Pauschalvorwürfe an die Juden reagierte und keine unabhängige Quelle zum Religionsprozess Jesu darstellt. Sie gebe eher die Haltung der Autoren gegenüber dem ihnen gegenwärtigen Christentum wieder.

## Römische Notizen
Römische Chronisten berichten über Christen erstmals Anfang des 2. Jahrhunderts. Sueton, Tacitus und Plinius der Jüngere waren etwa gleich alt und kannten einander. Sie erwähnen Jesus und das Christentum jeweils in Randnotizen zu Ereignissen in Rom und in den Provinzen, die zeitweise die dortige Staatsordnung gefährdeten. Sie nennen nur seinen Namen und seine Hinrichtung unter Pontius Pilatus und zeigen so, wie die römische Oberschicht damals das Christentum wahrnahm. Sie beschreiben seinen Einfluss überwiegend als verderblich und rechtfertigen so die damaligen Christenverfolgungen im Römischen Reich.

### Sueton
Sueton, ein am Kaiserhof geachteter Römer, erwähnt in seinen Kaiserbiografien (De vita Caesarum, 120 n. Chr.) ein Edikt des Kaisers Claudius im Jahr 49, das die Juden aus Rom auswies (Kap. 25,4):

„Die Juden, welche von einem gewissen Chrestos aufgehetzt, fortwährend Unruhe stifteten, vertrieb er aus Rom.“

„Chrestos“ (altgriechisch „der Nützliche“) war ein gängiger griechischer Name und in Rom als Sklavenname verbreitet. Sueton könnte den Namensträger daher als Anführer eines lokalen jüdischen Aufstandes angesehen haben. Davon ist für dieses Jahr sonst nichts bekannt. „Chrestos“ war auch als römische Aussprache für den griechischen Messiastitel üblich und findet sich in einigen alten NT-Handschriften. Der Neutestamentler Hans Conzelmann nahm daher ebenfalls an, Sueton habe zwar von tatsächlicher Unruhe um diese Person in Rom gehört, nicht aber, dass sie der „Anstifter“ des christlichen Glaubens war. Er habe also mit „Chrestos“ nicht Jesus Christus gemeint und Christen noch nicht von Juden unterschieden.
Allerdings wird die Suetonnotiz häufig als Hinweis auf eine damals schon bestehende Christengemeinde in Rom gewertet. Dafür sprechen drei Umstände:
- Claudius drohte den Juden schon 42 im Zusammenhang mit Unruhen in Alexandria (Ägypten) eine allgemeine Verfolgung an für den Fall, dass sie ihren Unglauben an Roms Staatsgötter wie eine „Seuche“ verbreiteten. Deshalb verhielten sich jüdische Gemeinden in der römischen Diaspora, besonders der Hauptstadt des Weltreichs, eher unauffällig, um ihr Privileg als religio licita (erlaubte Religion) nicht zu gefährden. Jüdische Aufstände dieser Zeit sind erst nach Claudius’ Tod und nur aus Palästina im Zusammenhang mit der römischen Missachtung des Jerusalemer Tempelkults bekannt.

- Die Römer nahmen die Christen erstmals um 45 in Antiochien, wo die erste große heidenchristliche Gemeinde gegründet worden war, als eigene Gruppe wahr. Sie nannten sie „Christianer“ oder „Chrestianer“ (Apg 11,26). Im übrigen Reich unterschieden sie jedoch vor dem Jüdischen Krieg (66–70) noch kaum zwischen Juden und Christen. Denn auch die meisten Christen waren bis dahin Juden und missionierten wie diese in den Synagogen unter den „gottesfürchtigen“ römischen Bürgern. In Rom wurden die Christen erst unter Nero als eigene Gruppe betrachtet und 64 beim Brand Roms verfolgt. Sueton selbst belegt dies mit einer lapidaren Notiz in einem Kapitel über Neros Kaiserzeit (16,2):

„Mit Todesstrafen wurde gegen die Christen (christiani) vorgegangen, eine Sekte, die sich einem neuen, gefährlichen Aberglauben ergeben hatte.“

- Um das Jahr 50 traf Paulus von Tarsus in Korinth nach Apg 18,1f EU einige aus Rom vertriebene Judenchristen:

„und traf einen Juden mit Namen Aquila, von Geburt aus Pontus, der mitsamt seiner Frau Priscilla kürzlich aus Italien eingetroffen war, weil Kaiser Claudius allen Juden befohlen hatte, Rom zu verlassen.“

Diese Angabe gilt als Schlüsselstelle zur Datierung der Christengemeinde in Rom, an die Paulus seinen in Korinth entstandenen Römerbrief adressierte. Denn er selbst traf das Paar in Korinth und lässt sie grüßen (1 Kor 16,19), zählte sie aber nicht zu den Juden, die er dort neu taufte (1 Kor 1,14ff; 1 Kor 16,15). Im Römerbrief wiederum grüßt er sie ebenfalls (Röm 16,3.5). Daher ging Conzelmann davon aus, dass Paulus sie in Korinth als bereits getaufte Mitglieder der römischen Gemeinde antraf. Diese Gemeinde wäre dann vom Claudiusedikt mitbetroffen gewesen. Aus dem Römerbrief geht hervor, dass es dort Konflikte zwischen Judenchristen und Heidenchristen gegeben hat: Darauf könnte sich die von „Chrestos“ ausgelöste „Unruhe“ beziehen, die Sueton erwähnte.

### Tacitus
Tacitus war schon zu Lebzeiten nicht nur als erfolgreicher Politiker, sondern auch als römischer Historiker bekannt. Er schrieb 116–117 seine teilweise recht kaiserkritischen Annalen, deren Bücher 13–16 die Regentschaft Neros beschreiben: Auf die ruhigen Anfangsjahre (A. 13) sei mit dem Brand Roms 64 eine Tyrannei gefolgt (A. 14–16). Nero habe vergeblich versucht, den Verdacht, er selbst habe die Brandlegung befohlen, durch alle möglichen Anstrengungen zu beschwichtigen. In diesem Zusammenhang erwähnte Tacitus die Christen:

„Um das Gerücht aus der Welt zu schaffen, schob er die Schuld auf andere und verhängte die ausgesuchtesten Strafen über die wegen ihrer Verbrechen Verhassten, die das Volk ‚Chrestianer‘ nannte. Der Urheber dieses Namens ist Christus, der unter der Regierung des Tiberius vom Prokurator Pontius Pilatus hingerichtet worden war. Für den Augenblick war [so] der verderbliche Aberglaube unterdrückt worden, trat aber später wieder hervor und verbreitete sich nicht nur in Judäa, wo das Übel aufgekommen war, sondern auch in Rom, wo alle Greuel und Abscheulichkeiten der ganzen Welt zusammenströmen und gefeiert werden.“

Die Haltung des Tacitus war also ambivalent: Einerseits missbilligte er die grausame Christenverfolgung Neros als offensichtliche Ablenkung von eigenem Versagen, andererseits sah er die Christen als Verbrecher, die diese Strafe verdient hätten, und übernahm die populären Vorurteile gegen sie.
Woher sein Wissen von ihrem Glauben stammte, ist ungewiss: Angenommen werden kann, dass Tacitus in seiner Zeit als Prokonsul Asiens (112–113) wie Plinius der Jüngere (s. u.) mit der Ausbreitung des Christentums konfrontiert war und eigene Nachforschungen anstellte. Zudem verarbeiteten seine Annalen ältere, nicht erhaltene Quellen; schon Plinius der Ältere könnte den Brand Roms und die Christenverfolgung Neros verzeichnet haben. Die Bemerkung von der zeitweisen Unterdrückung des „Aberglaubens“ zeigt Kenntnis amtlicher Maßnahmen und wirkt nicht, als stamme sie von Christen. Jedoch unterlief Tacitus ein Fehler: Pilatus trug nach Philo und einer archäologisch aufgefundenen Inschrift nicht wie die späteren Statthalter in Judäa den Titel Prokurator, sondern Präfekt (Statthalter).
Die Formulierung der Notiz gibt keinen Hinweis auf unabhängige Nachforschungen des Tacitus über ihren Wahrheitsgehalt. Er sah offenbar keinen Anlass zu bezweifeln:
- „Christus“ sei ein von Pilatus als Verbrecher hingerichteter Jude,
- er sei der Urheber der aus Judäa stammenden religiösen Bewegung, die in Rom als „Chrestianer“ bekannt und verhasst waren.

Die Notiz entspricht dem Sprachstil des Tacitus, so dass nur wenige Historiker ihre Echtheit anzweifeln.

### Plinius der Jüngere
Plinius war seit etwa 111 als Statthalter in Bithynien (heute İzmit, Türkei) für Anzeigen aus der Bevölkerung gegen dort lebende Christen zuständig. In einem Briefwechsel mit Kaiser Trajan, den er später in seine zehnbändige Briefsammlung aufnahm (Plinius-Briefe), holte er sich rechtliche Bestätigung für sein Verfahren mit ihnen. In epistula X/96 beschrieb er seine Verhörmethoden, die ihm bekannt gewordenen christlichen Bräuche und seinen Eindruck von ihrem Glauben:

„Denen, die bestritten, Christen zu sein oder gewesen zu sein, sprach ich die Formel vor und ließ sie die Götter anrufen und zu Deinem Standbild […] mit Weihrauch- und Weinspenden beten und außerdem Christus lästern. Daraufhin konnten sie meines Erachtens freigelassen werden. Denn zu all dem sollen sich wahre Christen nicht zwingen lassen. […] 
Sie versicherten, ihre ganze Schuld oder ihr Irrtum habe darin bestanden, dass sie sich regelmäßig an einem bestimmten Tag vor Dämmerung versammelten, um Christus als Gott ein Lied darzubringen und sich durch Eid zu verpflichten – nicht etwa zu einem Verbrechen, sondern zur Unterlassung von Diebstahl, Raub, Ehebruch, Treulosigkeit, Unterschlagung von anvertrautem Gut. 
Umso mehr hielt ich es für notwendig, von zwei sogenannten ‚Dienerinnen‘ die Wahrheit auch noch durch Folter zu erforschen. Ich fand nichts als absurden, maßlosen Aberglauben. […] Denn nicht nur über die Städte, auch über die Dörfer hat sich die Seuche dieses Aberglaubens verbreitet. Doch es scheint möglich, sie einzudämmen und auszutilgen.“

Diese Angaben zeigen, dass das Christentum in ländlichen Provinzen Zulauf fand und zum Problem der römischen Behörden wurde, weil die Christen sich nicht am Kaiserkult beteiligten. Darum ließ Plinius Christen, die sich zu ihrem Glauben bekannten, direkt verurteilen. Die, die ihr Christsein bestritten, ließ er den Götterstatuen und dem Kaiserstandbild Opfer darbringen und Christus lästern (male dicere). Denn ihm war durch Gerüchte und Behördenwissen bekannt, dass Christen das Kaiseropfer verweigerten, weil sie Christus „wie einen Gott“ bzw. „als Gott“ (quasi deo dicere) verehrten.
Aussagen ehemaliger Christen bestätigten ihm, dass deren Bräuche (gemeinsames Singen und Mahl, Glaubensbekenntnis, frühmorgendliche Sonntagsgottesdienste, Einhalten der Zehn Gebote) nicht staatsfeindlich und verschwörerisch seien. Um das zu prüfen, ließ er zusätzlich Hausangestellte der Christen foltern. Ihre Aussagen enthielten für ihn „nichts als minderwertigen Aberglauben“, dessen Inhalt er nicht mitteilte. Für sein Verfahren holte er nachträglich kaiserliche Rechtfertigung ein:

„Ist der Christenname [das christliche Glaubensbekenntnis] an sich strafbar, auch wenn kein Verbrechen vorliegt, oder sind es nur die Verbrechen, die mit dem Namen zusammenhängen?“

In den Aussagen des Plinius über Christus wird deutlich, dass er ihn als eine gegen den Kaiser kultisch als Gott verehrte Person ansah, also wohl sein Menschsein voraussetzte. Diesen Eindruck vom christlichen Glauben gewann er durch Gerüchte und Behördenwissen, nicht eigene Nachforschung. Historische Details zu dieser Person interessierten ihn nicht. Deshalb wird der Pliniusbrief kaum als historische Notiz zu Jesus von Nazaret, wohl aber zum Glauben der Christen und römischen Umgang mit ihnen ausgewertet.

## Sonstige Notizen

### Thallus
Dieser Profanhistoriker verfasste um 55 in griechischer Sprache eine dreibändige Geschichte der ihm bekannten Welt vom Fall Trojas bis etwa zum Jahr 50. Sein Werk und sein römischer Name sind nur noch durch Fragmente und Zitate anderer Autoren daraus bekannt. Der Autor könnte mit einem von Josephus erwähnten Samaritaner mit dem griechischen Namen [Th]allos identisch sein, den Kaiser Tiberius als Sklaven freigelassen habe.
Der christliche Chronist Sextus Julius Africanus (um 170–240) kommentierte die Finsternis bei der Kreuzigung Jesu (Mk 15,33 ) in seiner Weltgeschichte (um 220): „Diese Finsternis nennt Thallus im dritten Buch der Historien eine Sonnenfinsternis. Wie mir scheint, gegen vernünftige Einsicht.“ Denn Jesus sei zum Pessachfest gekreuzigt worden, also beim ersten Frühlingsvollmond. Dabei sei keine Sonnenfinsternis möglich. Demnach könne die Finsternis am Todestag Jesu keine Sonnenfinsternis, sondern nur eine von Gott verursachte Dunkelheit gewesen sein. So wollte Africanus diese Finsternis als nicht natürlich erklärbares Wunder erweisen.
Seine Angaben lassen sich nicht überprüfen, da das Werk des Thallus verloren ist. Eventuell erwähnte dieser nur eine Sonnenfinsternis und nicht Jesu Kreuzigung. Denn Phlegon von Tralles (frühes 2. Jahrhundert), der sich dabei auf Angaben des Thallus stützte, datierte eine Sonnenfinsternis in die 202. Olympiade, das heißt in das 15. Jahr des Tiberius, also nach heutiger Berechnung in das Jahr 29.
Africanus zitierte überprüfbare Angaben anderer Autoren jedoch sonst zuverlässig und nahm Thallus nicht apologetisch für die Richtigkeit der NT-Passionsberichte in Anspruch, sondern wies die aus seiner Sicht falsche, christentumsfeindliche Absicht des Thallus zurück. Daher nehmen verschiedene Historiker an, dass Thallus seine datierte Sonnenfinsternis tatsächlich auf die Kreuzigung Jesu bezog und somit indirekt deren Historizität bestätigte. In diesem Fall wäre die Thallusnotiz die früheste außerchristliche Jesusnotiz.

### Mara Bar Serapion
Von dem mutmaßlichen Stoiker Mara Bar Serapion ist ein Brief in syrischer Sprache als Abschrift aus dem 7. Jahrhundert erhalten. Er wird manchmal als Pseudepigraphie eines christlichen Autors oder als fiktive Rhetorikübung eingestuft, in der gegenwärtigen Forschung jedoch meist für authentisch gehalten.
Der sonst unbekannte Autor schrieb nach seinen Angaben als Gefangener der Römer. Er gab seinem Sohn Lebensratschläge, falls er zum Tod verurteilt würde. Er empfahl ihm, nur nach Weisheit zu streben; sie sei trotz aller Verfolgung der Weisen ewig. Dafür nannte er Beispiele:

„…was hatten die Athener für einen Nutzen davon, daß sie Sokrates töteten, was ihnen mit Hungersnot und Pest vergolten wurde? oder die Samier von der Verbrennung des Pythagoras, da ihr ganzes Land in einem Augenblick vom Sand verschüttet wurde? oder die Juden von der Hinrichtung ihres weisen Königs, da ihnen von jener Zeit an das Reich weggenommen war? Denn gerechtermaßen nahm Gott Rache für jene drei Weisen: die Athener starben Hungers; die Samier wurden vom Meere bedeckt, die Juden umgebracht und aus ihrem Reiche vertrieben, leben allenthalben in der Zerstreuung.
 Sokrates ist nicht tot: wegen Platon, noch Pythagoras: wegen der Herastatue, noch der weise König: wegen der neuen Gesetze, die er gegeben hat.“

Das zweite Beispiel bezieht sich auf die Vertreibung antirömisch gesinnter Bürger von Samosata nach der Absetzung ihres Königs im Jahr 73, von der auch Josephus berichtete. Das dritte Beispiel, die erwähnte Vertreibung der Juden, kann sich auf den Jüdischen Krieg (66–70 n. Chr.) oder den Bar-Kochba-Aufstand (132–135) beziehen. Deshalb wird der ursprüngliche Brief meist in das erste oder zweite Jahrhundert datiert.
Anders als in seinen übrigen Beispielen nennt der Autor den „weisen König“ der Juden nicht beim Namen, obwohl er ihn mit zwei damals prominenten griechischen Philosophen gleichstellt. Der Ausdruck wird aber meist auf Jesus von Nazaret bezogen, weil die Passionsberichte der Evangelien Jesus als „König der Juden“ bezeichnen, diesen Titel als Grund seiner Kreuzigung durch die Römer nennen (Mk 15,26  par.) und die urchristliche Literatur die Zerstörung Jerusalems und Vertreibung der Juden als Strafe Gottes dafür deutete. Die Evangelien nennen Jesu Toraauslegung gelegentlich ebenfalls „neues Gesetz“ und betonen dessen Bedeutung für seine Anhänger. Für keine andere antike Person gibt es diese Übereinstimmungen mit den Angaben des Serapionbriefs. Dass dieser den Namen Jesus, den Christustitel und die Auferstehung nicht erwähnt, wird verschieden erklärt: Der Autor habe diese Überlieferung nicht gekannt oder aufgrund seiner römischen Haft verschwiegen, um Römer nicht zu provozieren, oder nicht für relevant gehalten, weil er an bleibender Weisheit interessiert war.
Nach seinem Sprachgebrauch könnte der Autor das Matthäusevangelium gekannt haben. Er reihte Jesus unter weise Philosophen der Antike ein, die für ihn durch ihr „Lob und ihre Gaben“ ewig weiterlebten, und billigte den Christen zu, nach seinen Gesetzen zu leben: Dies zeigt die Außensicht eines Nichtchristen, der Jesus wegen seiner Lehre und seinen Anhängern wegen ihrer Lebensweise positiv gegenüberstand.

### Lukian von Samosata
Der griechische Satiriker Lukian von Samosata (~120–180) schrieb um das Jahr 170 über den Tod des Peregrinus Proteus (De morte Peregrini, Abschnitte 11 und 13): Die Christen verehrten Peregrinus „…nach jenem anderen, den sie immer noch verehren, dem Menschen, der in Palästina hingerichtet wurde, weil er diesen neuen Geheimkult eingeführt hatte.“ Dieser sei der „erste Gesetzgeber“ der Christen, „der sie zu der Überzeugung gebracht hat, dass sie alle untereinander Brüder seien, nachdem sie einmal übergetreten seien und den griechischen Göttern abgeschworen hätten, eben jenen gekreuzigten Sophisten anbeten und nach seinen Geboten leben.“
Lukian nannte den Namen Jesus und den Christustitel nicht, beschrieb ihn verächtlich als „gekreuzigten Sophisten“ und machte sich im Kontext über die Leichtgläubigkeit palästinischer Christen lustig, die auf einen Betrüger wie Peregrinus hereingefallen seien. Er wusste nichts von der besonderen Botschaft Jesu, kann die Evangelien also nicht gekannt haben. Dafür kannte er einige Grundzüge der Lebensweise von Urchristen:
Sie würden allen weltlichen Besitz verachten und alles gemeinsam haben. Deshalb seien sie leicht zu betrügen, wenn sich einer von ihnen bereichern wolle. Demnach wusste Lukian, dass Jesus eine Gemeinschaft gegründet und diese auf ein bestimmtes ethisches Verhalten verpflichtet hatte, mit der römischen Kreuzesstrafe hingerichtet worden war und danach von seinen Anhängern wie ein Gott verehrt wurde. Daraus erklärte er die Selbsttötung des Peregrinus, der sich öffentlich verbrannt hatte.
Einige Wendungen Lukians ähneln Textstellen des Neuen Testaments. So kann er von der Gütergemeinschaft der Jerusalemer Urgemeinde („sie hatten alles gemeinsam“) gehört haben. Wahrscheinlich kannte Lukian jedoch keine der Schriften des Urchristentums, sondern gab nur wieder, was Nichtchristen damals über die Christen erzählten.

## Historische Einordnung
Die Relevanz der frühen außerchristlichen Jesusnotizen wird unterschiedlich beurteilt. Vertreter der Jesus-Mythos-Theorie, die um 1790 entstand, beurteilen sie allesamt als ahistorisch oder finden keine Anhaltspunkte für Jesu Historizität darin.
Frederick Fyvie Bruce (1972) hielt Jesu Existenz durch mehrere unabhängige Quellen, darunter das Testimonium Flavianum, für antike Verhältnisse für gut belegt. Martin Hengel (2004) teilte dieses Urteil. Gerhard Ebeling urteilte 1979: „Die Bestreitung der Historizität Jesu hat sich historisch als unhaltbar erwiesen.“
Leonhard Goppelt (1978) betonte, dass nichtchristliche Quellen das Urchristentum nicht von vornherein unbefangener bewerten als christliche. Die römischen Notizen beruhten auf christlichen Aussagen; die Verhörberichte des Plinius seien eine „Summe von Missverständnissen“. Die Josephusnotizen seien stark christlich überarbeitet oder ganz eingefügt. Josephus habe weitgehend vom Christentum geschwiegen, vielleicht damit Römer diese ihnen verdächtige Strömung nicht dem Judentum anlasten konnten. Talmudische Stellen seien verschlüsselt, entstellend und nicht einmal ihr Bezug auf Jesus sei gewiss. So blieben als historische Hauptquelle für Jesus nur die Synoptiker. Für Hans Conzelmann (1989) waren die außerchristlichen Notizen nur eine nachrangige Quelle für die Geschichte des Urchristentums, nicht für die Geschichte Jesu. Er hob die Jakobusnotiz des Josephus und die Passage des Tacitus als glaubwürdig hervor.
Für Martin Karrer (1998) ist die Jakobusnotiz bei Josephus der älteste außerchristliche Beleg für Jesu Existenz; das Testimonium beurteilt er skeptisch. Die römischen Notizen beachteten „Christus allein aufgrund der Existenz von Christen“. Die Passage von Mara bar Sapion sei von Mt 21,43  („Gottes Reich wird von euch genommen…“) abhängig. Alle Notizen übergingen die Auferstehung Jesu und belegten „kaum mehr als seinen Tod“.
Gerd Theißen und Annette Merz dokumentieren in ihrem Lehrbuch Der historische Jesus (4. Auflage 2011) alle bekannten antiken Jesusnotizen und ihre historische Erforschung. Sie betonen, dass einige Aussagen darin einzelne aus dem NT bekannte Angaben bestätigen: Jesus hatte einen Bruder namens Jakobus, der eine führende Rolle in der Jerusalemer Urgemeinde spielte; die Urchristen gerieten dort zwischen 60 und 70 in Konflikt mit dem Sanhedrin (Josephus). Man erzählte von Jesus Wunder (Josephus, Talmud), er galt als Lehrer und „weiser Mann“ (Josephus) oder „weiser König“ (Mara bar Serapion). Er erhielt den Titel „Christus“ (eventuell Josephus); in den römischen Notizen ist dieser Titel schon zum Eigennamen geworden. Josephus, Mara bar Serapion und Tacitus erwähnten den gewaltsamen Tod Jesu. Diese Hinrichtung nach römischem Recht war ein schweres Hindernis für die Verkündigung Jesu Christi im römischen Reich, wie es 1 Kor 1,23  ausdrückt. Theißen und Merz bewerten diesen Befund wie folgt:
- Die Notizen seien unabhängig voneinander in ganz verschiedenen Kontexten und zu verschiedenen Anlässen entstanden. Gegner, Skeptiker und Sympathisanten des Christentums hätten Jesu Existenz vorausgesetzt und keinerlei Grund gesehen, sie zu bezweifeln.
- Dass sie gerade Jesu Hinrichtung mit je eigener Darstellung erwähnten, spreche für deren Faktizität, unabhängig davon, ob dieses Wissen von Christen oder aus anderen Quellen stammte. Josephus habe wahrscheinlich ein Zusammenwirken von jüdischer Oberschicht und römischem Statthalter, Mara bar Serapion das jüdische Volk, Tacitus Pilatus für Jesu Tod verantwortlich gemacht.
- Dies sei bei aller gebotenen Quellenkritik und Skepsis ein deutliches Zeichen dafür, dass hier unerfindbare Tatsachen überliefert worden seien. Es sei nicht denkbar, dass fehlbare Menschen diese Übereinstimmungen untereinander und mit der christlichen Überlieferung nur zufällig empfangen und weitergegeben oder gemeinsam erfunden hätten. Nach allem, was historische Wissenschaft, die immer hypothetisch bleibe, an Gewissheit erreichen könne, sei davon auszugehen:

„Die Zufälligkeit der geschichtlichen Quellen macht uns gewiss, dass wir mit einer historischen Gestalt Kontakt aufnehmen und nicht nur mit der Phantasie früherer Zeiten.“

Die meisten heutigen Historiker und Neutestamentler halten Jesu Existenz für gesichert, vor allem weil sie größere Anteile der urchristlichen Evangelien auch unabhängig von der Bewertung außerchristlicher Erwähnungen Jesu als historisch zuverlässig beurteilen.

## Weiterführende Informationen

### Einzelbelege
1. 1 2 3  Theißen/Merz, Göttingen 2011, S. 98–101
2. ↑  Martin Hengel, Anna Maria Schwemer: Jesus und das Judentum. Mohr/Siebeck, Tübingen 2007, ISBN 3-16-149359-1, S. 39
3. ↑  Marian Hillar: From Logos to Trinity: The evolution of religious beliefs from Pythagoras to Tertullian. Cambridge University Press, Cambridge 2012, ISBN 1-107-01330-5, S. 39; Christfried Böttrich, Jens Herzer, Torsten Reiprich: Josephus und das Neue Testament: wechselseitige Wahrnehmungen. Mohr Siebeck, Tübingen 2007, S. 127 und 437.
4. ↑  Martin Hengel: Die Zeloten: Untersuchungen zur jüdischen Freiheitsbewegung in der Zeit von Herodes I. bis 70 n. Chr. (Neuausgabe) Mohr/Siebeck, Tübingen 2011, ISBN 3-16-150776-2, S. 19
5. ↑  Thorsten Scherer: Ein Bild von Welt: Glaubenssuche zwischen Physik und Metaphysik. 2009, ISBN 3-8370-8217-2, S. 289
6. ↑  Robert E. Van Voorst: Jesus Outside the New Testament: An Introduction to the Ancient Evidence. 2000, S. 130.
7. ↑  Theißen/Merz, Göttingen 2011, S. 75.
8. ↑  Origenes: Gegen Celsus (Contra Celsum), Erstes Buch, Abschnitt 47. Bibliothek der Kirchenväter, deutsch
9. ↑  John P. Meier: A Marginal Jew: Rethinking the Historical Jesus, Volume One: The Roots of the Problem and the Person, New Haven 1991, ISBN 0-300-14018-5 (englisch).
10. ↑  Alice Whealey: Josephus on Jesus: the testimonium Flavianum controversy from late antiquity to modern times. New York/Frankfurt 2003, ISBN 0-8204-5241-6.
11. ↑  Frederick Fyvie Bruce: The New Testament Documents: Are They Reliable? Wm. B. Eerdmans, 2003, ISBN 0-8028-2219-3, 9. Kapitel.
12. ↑  Shlomo Pines: An Arabic version of the Testimonium Flavianum and its implications. Israel Academy of Sciences and Humanities, Jerusalem 1971.
13. ↑  Theißen/Merz, Göttingen 2011, S. 81.
14. ↑  Alice Whealey: The Testimonium Flavianum in Syriac and Arabic. New Testament Studies 54 (2008), S. 573–590.
15. ↑  Theißen/Merz, Göttingen 2011, S. 411.
16. ↑  Earl Doherty: The Jesus Puzzle: Did Christianity Begin with a Mythical Christ? (1999) 4. Ausgabe, Age of Reason Publications, 2005, ISBN 0-9689259-1-X, S. 216.
17. ↑  Gunther Wenz: Christus. Jesus und die Anfänge der Christologie. Vandenhoeck & Ruprecht, Göttingen 2011, ISBN 978-3-525-56708-1, S. 130.
18. ↑  Theißen/Merz, Göttingen 2011, S. 74f.
19. ↑  Paul R. Eddy, Gregory A. Boyd: Jesus and Ancient non-Christian Writers. In: The Jesus legend: a case for the historical reliability of the synoptic Jesus tradition. Grand Rapids 2007, S. 188.
20. ↑  James Patrick Holding: Shattering the Christ Myth. Xulon Press, 2008, ISBN 1-60647-271-2, S. 48.
21. ↑  Joseph Klausner: Jesus von Nazareth. Seine Zeit, sein Leben und seine Lehre. The Jewish Publishing House, Jerusalem 19523.
22. ↑  Johann Maier: Jesus von Nazareth in der talmudischen Überlieferung. (1978) EdF 82; Wissenschaftliche Buchgesellschaft, Darmstadt 19922, ISBN 3-534-04901-2.
23. ↑  Peter Schäfer: Jesus im Talmud. Tübingen 2007, ISBN 978-3-16-149462-8.
24. ↑  August Strobel: Die Stunde der Wahrheit. Untersuchungen zum Strafverfahren gegen Jesus. WUNT 21, Mohr/Siebeck, Tübingen 1980, ISBN 3-16-143041-7, S. 81–86.
25. ↑  Peter Egger: «Crucifixus sub Pontio Pilato»: Das «crimen» Jesu von Nazareth im Spannungsfeld römischer und jüdischer Verwaltungs- und Rechtsstrukturen. Aschendorff, Münster 1997, ISBN 3-402-04780-2, S. 202
26. ↑  Theißen/Merz, Göttingen 2011, S. 84.
27. ↑  C. Suetonius Tranquillus: Divus Claudius (claud 25). Text der Alexander-Thomson-Ausgabe im Perseus-Projekt, abgerufen am 17. Juni 2017 (englisch).
28. ↑  Hildebrecht Hommel: Sebasmata. Studien zur antiken Religionsgeschichte und zum frühen Christentum. Mohr Siebeck, 1984, ISBN 978-3-16-144723-5, S. 179; Martin Karrer: Der Gesalbte: die Grundlagen des Christustitels. Vandenhoeck & Ruprecht, Göttingen 1991, ISBN 978-3-525-53833-3, S. 70f. Grundlegend ist daneben: Helga Botermann: Das Judenedikt des Kaisers Claudius. Franz Steiner Verlag, Stuttgart 1996.
29. ↑  Hans Conzelmann: Geschichte des Urchristentums, Vandenhoeck & Ruprecht, Göttingen 1978, ISBN 3-525-51354-2, S. 96f.
30. ↑  A. 15,44, zitiert nach Theißen/Merz, Göttingen 2011, S. 89.
31. ↑  William James Durant: Weltreiche des Glaubens. Südwest Verlag, München 1977, ISBN 3-517-00559-2, S. 122.
32. ↑  zitiert nach Hans Conzelmann: Geschichte des Urchristentums, S. 151.
33. ↑  Zitiert nach Hans Conzelmann: Geschichte des Urchristentums, S. 151.
34. ↑  Theißen/Merz, Göttingen 2011, S. 87; Robert E. Van Voorst: Jesus Outside the New Testament: An Introduction to the Ancient Evidence, 2000, S. 27ff.
35. ↑  Das Theta als Anfangsbuchstabe wird als Konjektur ergänzt, da die Angabe des Josephus sonst keinen Sinn ergibt: Robert E. Van Voorst: Jesus Outside the New Testament: An Introduction to the Ancient Evidence. 2000, S. 21.
36. ↑  Theißen/Merz, Göttingen 2011, S. 91, übersetztes Zitat ebd.; griechischer Originaltext zitiert nach Felix Jacoby (Hrsg.): Die Fragmente der griechischen Historiker, Teil 2B, Berlin 1929, S. 1157.
37. ↑  Theißen/Merz, Göttingen 2011, S. 91, Fn. 67.
38. ↑  Robert E. Van Voorst: Jesus Outside the New Testament: An Introduction to the Ancient Evidence. 2000, S. 20f. und Anmerkung 2, ebd.
39. ↑  Kathleen McVey: A fresh Look at the Letter of Mara bar Sarapion to his son. In: Orientalia Christiana Analecta 236 (1990), S. 257–272.
40. ↑  Catherine M. Chin: Rhetorical Practice in the Chreia Elaboration of Mara bar Serapion. Hugoye Journal of Syriac Studies 9/2, 2006.
41. ↑  Universität Utrecht: The Mara bar Sarapion Project (2009).
42. ↑  Theißen/Merz, Göttingen 2011, S. 84.
43. ↑  Robert E. Van Voorst: Jesus Outside the New Testament: An Introduction to the Ancient Evidence. 2000, S. 54ff.
44. ↑  Martin Hengel: Jesus und die Evangelien: Kleine Schriften Band V. Tübingen 2007, S. 716.
45. ↑  Theißen/Merz, Göttingen 2011, S. 86.
46. 1 2  Michael Wolter: Jesus von Nazaret. Vandenhoeck & Ruprecht, Göttingen 2019, ISBN 3-7887-3407-8, S. 49f.
47. ↑  Angelika Strotmann: Der historische Jesus: eine Einführung. 3., ergänzte und aktualisierte Auflage, Ferdinand Schöningh, Paderborn 2019, ISBN 3-8252-5205-1, S. 42.
48. ↑  Jens Schröter: Jesus: Leben und Wirkung. Beck, München 2020, ISBN 3-406-75601-8, S. 28.
49. ↑  Hans Dieter Betz: Lukian von Samosata und das Neue Testament: Religionsgeschichtliche und paränetische Parallelen. Akademie-Verlag, Berlin 1961, S. 10; Barbara Aland, Klaus Wachtel (Hrsg.): Günther Zuntz: Lukian von Antiochien und der Text der Evangelien. Mit einem Nachruf auf den Autor von Martin Hengel. Winter, Heidelberg 1995, ISBN 3-8253-0342-X.
50. ↑  Frederick F. Bruce: Das Neue Testament, glaubwürdig, wahr, verlässlich. (1972) Verlag der Liebenzeller Mission, 4. Auflage, Bad Liebenzell 1997, ISBN 3-88002-642-4.
51. ↑  Martin Hengel: Jesuszeugnisse außerhalb der Evangelien. In: Jan Roskovec, Jiri Mrazek (Hrsg.): Testimony and Interpretation: Early Christology in Its Judeo-Hellenistic Milieu. Studies in Honor of Petr Pokorný. Continuum, 2004, ISBN 0-567-08298-9, S. 150.
52. ↑  Gerhard Ebeling, Albrecht Beutel: Dogmatik des christlichen Glaubens Band I: Der Glaube an Gott den Schöpfer der Welt. Band II: Der Glaube an Gott den Versöhner der Welt. Band III: Der Glaube an Gott den Vollender der Welt. Mohr/Siebeck, 4. Auflage, Tübingen 2012, ISBN 3-16-151028-3, S. 383.
53. ↑  Leonard Goppelt: Theologie des Neuen Testaments. Vandenhoeck & Ruprecht, 3. Auflage, Göttingen 1978, S. 70.
54. ↑  Hans Conzelmann: Grundrisse zum Neuen Testament, Band 5: Geschichte des Urchristentums. Vandenhoeck & Ruprecht, 6. Auflage, Göttingen 1989, ISBN 3-525-51354-2, S. 17.
55. ↑  Martin Karrer: Theologie des Neuen Testaments. Vandenhoeck & Ruprecht, Göttingen 1998, ISBN 3-525-51380-1, S. 23f.
56. ↑  Theißen/Merz, Göttingen 2011, S. 121.
57. ↑  Jens Schroeter: Von der Historizität der Evangelien. In: Jens Schroeter, Ralph Brucker (Hrsg.): Der historische Jesus. Tendenzen und Perspektiven der gegenwärtigen Forschung. Walter de Gruyter, Berlin 2002, ISBN 3-11-017511-8, S. 163f.